# Vụ án Bông
Bê bối Bông (tiếng Nga: Хло́пковое де́ло) hoặc bê bối Uzbek (tiếng Nga: Узбекское дело) là một loạt các vụ án hình sự về kinh tế và tham nhũng lạm dụng quyền lực trong Uzbekistan Xô, cũng như ở các đơn vị hành chính khác của Uzbekistan Xô, được điều tra vào cuối những năm 1970 và 1980.
Các cuộc điều tra đã được công bố rộng rãi để chứng minh cuộc chiến chống tham nhũng đối với nhân dân Liên Xô, vốn đang cảm thấy ngày càng gia tăng sự mất cân bằng trong đời sống kinh tế xã hội trong Liên bang.
Tên gọi "Sụ vụ bông" không hoàn toàn chính xác, vì việc lạm dụng và tham nhũng trong ngành công nghiệp bông Uzbekistan chỉ là một phần của các cuộc điều tra chống tham nhũng được tiến hành tại Uzbekistan.
Tổng cộng, 800 vụ án hình sự đã được khởi tố, trong đó hơn 4 nghìn người đã bị kết án với nhiều án phạt khác nhau.

## Lịch sử
Những nỗ lực đầu tiên để điều tra các vụ án tham nhũng và hối lộ giữa các quan chức cấp cao trong Uzbekistan Xô có từ giữa những năm 1970. Vì vậy, năm 1975 Chánh án Tòa án Tối cao Uzbekistan Xô đã bị điều tra và sau đó là Yodgor Nasriddinova, Chủ tịch Xô viết Quốc gia thuộc Xô viết Tối cao Liên Xô trong năm 1970 - năm 1974; tuy nhiên, Tổng bí thư Đảng Cộng sản Liên Xô Leonid Brezhnev dùng ảnh hưởng của mình để ngăn chặn cuộc điều tra.
Năm 1979, các tội danh về tội phạm kinh tế đã được đưa ra chống lại A.Muzafarov, Chủ tịch Ban Chống chiếm đoạt tài sản xã hội chủ nghĩa tỉnh Bukhara và Sh.Kudratov, người đứng đầu ngành công nghiệp tỉnh. Năm 1982, viện trưởng viện công tố tỉnh Ulyanovsk Telman Khorenovich Gdlyan được giao điều tra vụ án này.
Sau cái chết của Leonid Brezhnev vào ngày 10 tháng 11 năm 1982 và cuộc bỏ phiếu đưa Yuri Andropov vào chức Tổng bí thư Đảng Cộng sản Liên Xô vào ngày 12 tháng 11 năm 1982, cuộc điều tra về lạm dụng tham nhũng ở Uzbekistan đã nhận được một sự ủng hộ mới. Trước đó Yuri Andropov là Chủ tịch KGB của Liên Xô do đó ông nắm được hoàn toàn thông tin về tình trạng thực tế trong Uzbekistan Xô, đồng thời mối quan hệ thù địch trước đây giữa Andropov và Sharof Rashidovich Rashidov, Bí thư thứ nhất Trung ương Đảng Cộng sản Uzbekistan, nên việc điều tra như được tiếp thêm sức sống mới.
Đầu tháng 1 năm 1983, Andropov đã đưa ra lời khiển trách đối với Rashidov, thực tế đây là một lời đề nghị tự nguyện từ chức. Tuy nhiên, Rashidov đã không từ chức.
Vào tháng 2 cùng năm, Bộ Chính trị Ban Chấp hành Trung ương Đảng Cộng sản Liên Xô đã thông qua một nghị quyết về điều tra các vụ lạm quyền trong ngành công nghiệp bông của Uzbekistan Xô và chỉ thị cho Viện Công tố Liên Xô thành lập một ủy ban điều tra.
Đầu tháng 4 năm 1983, một ủy ban điều tra được thành lập, gồm Telman Khorenovich Gdlyan và Nikolai Veniaminovich Ivanov từ Viện Công tố viên Liên Xô, công việc của ủy ban được giám sát bởi German Petrovich Karakozov, Cục trưởng Cục Giám sát điều tra và thẩm vấn thuộc cơ quan nội vụ Viện Công tố Liên Xô.
Vào ngày 31 tháng 10 năm 1983, Rashidov đột ngột qua đời. Ông được chôn cất tại chính trung tâm của thành phố Tashkent, cách Cung Tiên phong (Дворца пионеров) không xa. Một kế hoạch đã được phát triển để xây dựng một khu tưởng niệm, để trở thành nơi đến thăm viếng của nhân dân.
Đầu năm 1984, một cuộc điều tra đã được tiến hành vào chính "vụ án bông": Ủy ban An ninh Nhà nước thành phố Mátxcơva và tỉnh Mátxcơva đã bắt giữ một số lãnh đạo của các hiệp hội và nhà máy sản xuất bông của Uzbekistan tại Nga Xô. Sau một loạt vụ bắt giữ vào đầu năm 1984, vào tháng 6, cuộc điều tra đã được giao cho Vladimir Ivanovich Kalinichenko. Telman Khorenovich Gdlyan không có mối quan hệ chính thức nào với cuộc điều tra "vụ án bông".
Vào mùa hè năm 1984, một nhóm ủy viên Ban chấp hành Trung ương Đảng Cộng sản Liên Xô, đứng đầu là Bí thư Trung ương Đảng Cộng sản Liên Xô, Yegor Ligachyov sẽ tổ chức Hội nghị Trung ương XVI của Ban chấp hành Trung ương Đảng Cộng sản Uzbekistan để bầu một Bí thư thứ nhất mới thay cho Rashidov mới qua đời. Tại Hội nghị Trung ương, tất cả các diễn giả, những người trước đây đã thề trung thành với tư tưởng của Rashidov, đã vạch trần anh ta như một kẻ độc tài, tham nhũng, hối lộ, người gây ra thiệt hại không thể khắc phục cho người dân Uzbekistan. Anh ta bị buộc tội bức hại những người trung thực, những người dám nói với ông sự thật, tạo ra một môi trường lệ thuộc và bợ đỡ, gia đình trị trong nước cộng hòa. Theo quyết định của Hội nghị Trung ương, tro cốt của Rashidov đã được khai quật và cải táng tại nghĩa trang Chagatai, nơi các nhân vật nổi bật về văn hóa và khoa học, các nhân vật chính trị và xã hội của nước cộng hòa được chôn cất tại đây. Inomjon Usmonxojayev được bầu làm Bí thư thứ nhất Trung ương Đảng Cộng sản Uzbekistan.
Một sự tiếp nối mới các sự kiện về việc điều tra vụ án Uzbekistan đã được tiếp nhận sau Hội nghị Trung ương XIX Đảng Cộng sản Liên Xô, tại đó tổng biên tập của "Ogonyok" Vitaly Korotich đã kháng cáo lên Đoàn chủ tịch với một lưu ý rằng trong số người "được kính trọng" cũng là những người thuộc về nhà tù. Một nhóm điều tra đặc biệt đã được thành lập khẩn cấp, trong đó chủ yếu bao gồm các điều tra viên đặc biệt quan trọng thuộc viện công tố Liên bang, Cộng hòa tự trị, tỉnh.
Gdlyan nhận thức sâu sắc về cái gọi là nhóm Baltic, đứng đầu là các nhà điều tra cho các vụ án đặc biệt quan trọng dưới quyền viện công tố Latvia Xô - Janis Lovniks và Aivars Borovkovs, những người bắt đầu phản đối các phương pháp làm việc của nhóm Gdlyan, dựa trên về "điều lệ đảng", thay vì tuân thủ luật pháp. Tuy nhiên, nhóm này bắt đầu làm việc tuân thủ nghiêm ngặt luật pháp, điều này làm giảm đáng kể tốc độ điều tra. Gdlyan đã khiển trách nhóm này đang phá hoại, và đã có một cuộc xung đột về nhiều vấn đề khác về thủ tục hình sự hợp pháp. Gdlyan cần một kết quả khẩn cấp, và việc ông báo cáo về những tội ác mới được phát hiện và những cái tên "to lớn" mới có thể bị đưa ra công lý trở nên khó khăn. Điều này được mong đợi ở ông và ông đã cố gắng không để mất đi sự cấp bách.
Quản lý của nhóm đã báo cáo với người đứng đầu đơn vị điều tra, Alexander Vasilyevich Sboev (cựu công tố viên quân sự, cựu công tố viên trong vụ án Churbanov), người đã phê chuẩn phương pháp công việc của nhóm. Sau khi phương pháp mới được thông qua toàn bộ vụ án bắt đầu tách ra, vì bằng chứng thu được không được sửa chữa và nhiều tình tiết trong vụ án chỉ dựa trên "lời thú tội trung thực", các tập phim được điều tra về nhóm Baltic đã được sửa chữa một cách an toàn. Nhóm này của Đoàn điều tra Viện Công tố Liên Xô, lớn nhất vào năm 1989, cũng bao gồm các nhà điều tra có trình độ cao nhất từ các khu vực khác nhau của Nga, Ukraine, Moldova, Belarus và Uzbekistan, cũng như một điều tra viên biệt phái của KGB Liên Xô Sergei Tsepoukhov.

## Hoàn thành

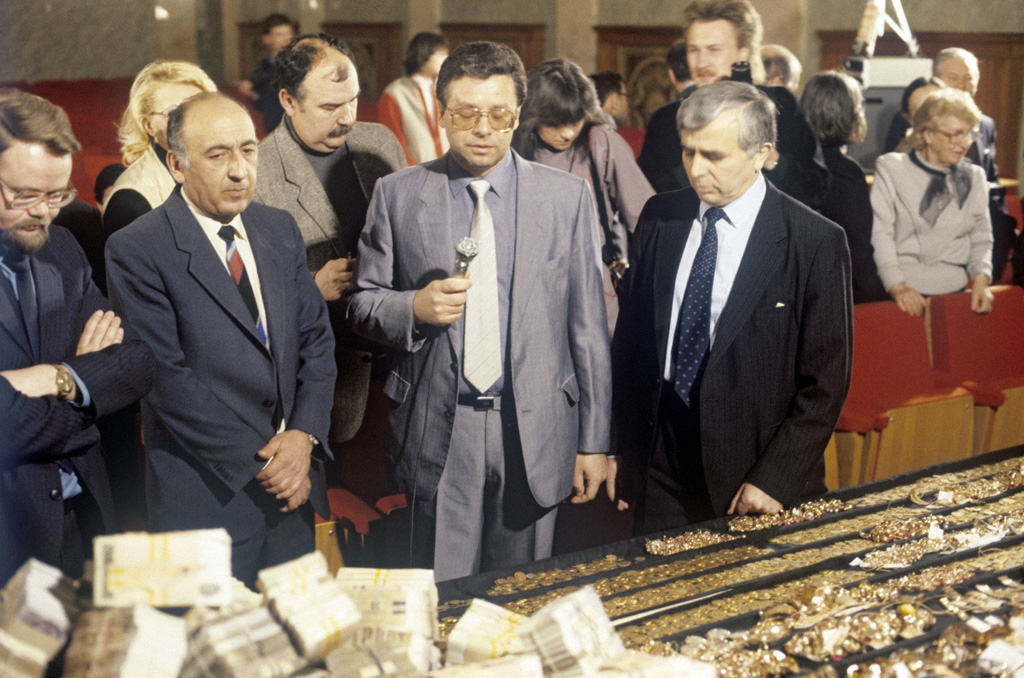
Trong một cuộc họp báo ở Viện Công tố Liên Xô, một nhóm điều tra đưa bằng chứng số tiền thu giữ từ những tên tội phạm đã nhận hối lộ tại Uzbekistan Xô. Moskva, ngày 1 tháng 4 năm 1988. Từ bên trái sang Ivanov, Gdlyan.

Các cuộc điều tra về "vụ án của người Uzbekistan" tiếp tục cho đến năm 1989. Một số vụ bắt giữ "cấp cao" đã được thực hiện, bao gồm cả cựu Bộ trưởng Bộ Công nghiệp chế biến bông Uzbekistan Xô, V.V.Mukhammadov, người đã bị bắt và sau đó bị kết án tử hình, Chủ tịch Ban Chống chiếm đoạt tài sản xã hội chủ nghĩa tỉnh Bukhara A.Muzafarov; bằng các án phạt tù có thời hạn: cựu thứ trưởng thứ nhất Bộ Nội vụ Liên Xô Y. M.Churbanov; bí thư thứ nhất Trung ương Đảng Cộng sản Uzbekistan I.B. Usmankhodjaev; và nhiều cán bộ cấp cao trong Uzbekistan Xô.

## Cáo trạng

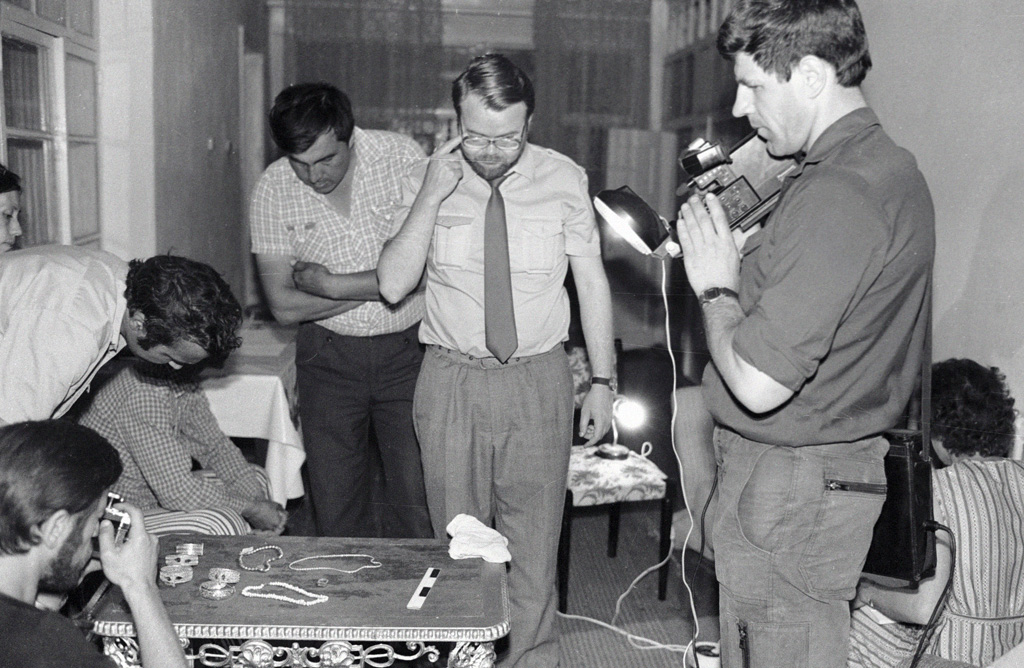
Một nhóm điều tra của Viện Công tố Liên Xô tịch thu các hiện vật với sự tham gia của các nhân chứng. Điều tra vụ án tham nhũng Uzbekistan Xô. Uzbekistan, ngày 26 tháng 8 năm 1988. N.V. Ivanov ở giữa.

Với kế hoạch sản xuất 5.5 triệu tấn bông mỗi năm của Uzbekistan Xô là việc khó khả thi. Nhiều nhà lãnh đạo đã đưa toàn bộ người dân ra cánh đồng, nạn buôn người ra tăng nhưng vẫn không đủ sản lượng.
Theo yêu cầu từ các cấp Uzbekistan Xô, nông dân đã đặt đá cùng bông cho đủ tải trọng. Đồng thời việc vận chuyển từ Uzbekistan tới Moskva thông qua đường sắt và đường bộ đều được nhận một khoản tiền lót tay để được báo cáo đủ số lượng. Tại Moskva để ghi đủ số lượng một khoản tiền tương tự cũng được ghi nhận.
Ngoài ra lượng lớn tiền bông chênh lệch đổ về cho Rashidov và một loạt quan chức tại Uzbekistan Xô. Ước tính riêng Rashidov và một số đồng phạm đã bỏ túi 2 tỉ $.
Cơ quan điều tra cũng phát hiện một lượng lớn số bông cũng tràn ngập chợ đen. Tạo khoản thu lớn cho các lãnh đạo địa phương. Chính phủ thất thoát số tiền lớn.
Qua điều tra tổng cộng có khoảng 100,000-200,000 người có liên quan. Hơn 2,600 quan chức, đã bị bắt và bị kết án tù. Khoảng 50,000 người khác đã bị sa thải. Số lượng lớn còn lại bị khiển trách, kỷ luật. 

## Kết án
Hơn 2,600 quan chức, đã bị bắt và bị kết án tù. Khoảng 50,000 người khác đã bị sa thải. Số lượng lớn còn lại bị khiển trách, kỷ luật.
- Bí thư thứ nhất Ban chấp hành Trung ương Đảng Cộng sản Uzbekistan Inomjon Buzrukovich Usmonxojayev, miễn nhiệm toàn bộ chức vụ trong Đảng và nhà nước.
- Cố Bí thư thứ nhất Ban chấp hành Trung ương Đảng Cộng sản Uzbekistan Sharof Rashidovich Rashidov, Xóa bỏ mọi ảnh hưởng trong Uzbekistan Xô và toàn Liên Xô
- Nguyên Thứ trưởng thứ nhất Bộ Nội vụ Yuri Churbanov, con rể của cố Tổng bí thư Đảng Cộng sản Liên Xô Leonid Brezhnev, bị cáo buộc nhận hối lộ hơn 1 triệu đô la khi làm việc trong Bộ Nội vụ. Tại phiên tòa xét xử ở Moskva bị tuyên án 12 năm tù.
- Bí thư Trung ương Đảng Cộng sản Uzbekistan A. Salimov, E. Aitmuratov và R. Abdullaev, tuyên án từ 5-15 năm tù
- Bộ trưởng Bộ Công nghiệp chế biến bông Uzbekistan Xô V.Mukhammadov, tuyên án tử hình
- Chủ tịch Ban Chống chiếm đoạt tài sản xã hội chủ nghĩa tỉnh Bukhara A.Muzafarov, tuyên án tử hình

## Kết thúc
Vào tháng 3 năm 1989, Gdlyan và N.V. lIvanov đã được bầu làm Đại biểu Nhân dân Liên Xô. Đồng thời, các ấn phẩm bắt đầu xuất hiện trên các tờ báo trung ương (Pravda, Izvestia) chỉ trích các phương pháp làm việc của T.Gdlyan và nhóm điều tra do ông lãnh đạo.
Vào ngày 24 tháng 3 năm 1989, một ủy ban đặc biệt của Trung ương Đảng Cộng sản Liên Xô đã được thành lập, đứng đầu là Chủ nhiệm Ủy ban Kiểm tra Trung ương Đảng Cộng sản Liên Xô Boris Karlovich Pugo, "điều tra sự thật... vi phạm pháp luật trong việc điều tra các vụ án tham nhũng ở Uzbekistan Xô và báo cáo kết quả cho Ban chấp hành Trung ương Đảng Cộng sản Liên Xô."
Một ủy ban tương tự đã được tạo ra dưới quyền của Đoàn chủ tịch Xô viết tối cao Liên Xô.
Cả hai ủy ban đều kết luận rằng, có dấu hiệu vi phạm pháp luật trong các hoạt động của nhóm điều tra điều tra vụ án bê bối Uzbekistan.
Vào tháng 4 năm 1989, Hội nghị Tòa án Tối cao Liên Xô đã ban hành một nghị định riêng "về những vi phạm luật pháp đã được thực hiện trong một cuộc điều tra của nhóm các nhà điều tra của Viện Công tố Liên Xô, đứng đầu là Gdlyan".
Vào ngày 12/5/1989, N.V.Ivanov thẳng thừng cáo buộc một số lãnh đạo đảng cao cấp của Liên Xô (bao gồm Yegor Kuzmich Ligachyov) và Chủ tịch Tòa án Tối cao Liên Xô Vladimir Ivanovich Terebilov tham gia trong tham nhũng.
Y.K.Ligachyov đã kháng cáo lên Viện Công tố Tối cao Liên Xô với một tuyên bố về việc xác minh tuyên bố này. Vào ngày 14 tháng 9 năm 1989, Tổng công tố Viện Công tố Tối cao Liên Xô Aleksandr Yakovlevich Sukharev đã gửi một lá thư số 1-5-102-89 cho Gorbachev.
Vào tháng 5 năm 1989, Viện Công tố Liên Xô đã mở một vụ án hình sự với cáo buộc của T.Kh.Gdlyan và N.V.Ivanov vi phạm luật pháp trong các cuộc điều tra ở Uzbekistan. Do các bị cáo sau đó được bầu làm Đại biểu Nhân dân Liên Xô, nên Tổng công tố viên Liên Xô đã gửi tới Đại hội Đại biểu Nhân dân Liên Xô về việc miễn nhiệm. Đại hội vào tháng 6 năm 1989 đã quyết định thành lập một Ủy ban để xác minh các tài liệu liên quan đến hoạt động của nhóm điều tra của Viện Công tố viên Liên Xô, đứng đầu là Gdlyan.
Vào tháng 2 năm 1990, T.Kh.Gdlyan bị khai trừ khỏi Đảng Cộng sản Liên Xô vào tháng 4 năm đó, ông bị cắt chức trong viện Công tố Liên Xô.
Vào tháng 4 năm 1990, Xô viết tối cao Liên Xô, đã xem xét, thay mặt cho Đại hội đại biểu nhân dân lần thứ hai của Liên Xô, báo cáo của Ủy ban được thành lập tại Đại hội lần thứ nhất, đã thông qua quyết định "lên án chỉ trích không có căn cứ của đại biểu Gdlyan và Ivanov... đề nghị hai đại biểu từ chức,... bác bỏ đề nghị của Tổng Công tố việc xử lý hình sự".
Vụ án hình sự chống lại T.Kh.Gdlyan chỉ được bác bỏ vào tháng 8 năm 1991.

## Đánh giá chính thức ở Uzbekistan hiện đại
Ngay từ ngày 25 tháng 12 năm 1991 (một ngày trước khi Liên Xô sụp đổ), Tổng thống Uzbekistan Islam Karimov đã ân xá tất cả các tù nhân trong vụ án bê bối của Uzbekistan, những người đang thụ án tại nước cộng hòa.
Đại diện của khoa học lịch sử chính thức của Uzbekistan, đánh giá các sự kiện "trong tất cả các rắc rối đã xảy ra đối với dân số của nước cộng hòa liên quan đến các hành động của "các chiến binh" chống lại tham nhũng do Moscow, Trung ương gửi đến và các nhà lãnh đạo của Đảng Cộng sản Uzbekistan có tội".